# 米赫蘭·傑布瑞恩
米赫蘭·傑布瑞恩（1984年11月16日—）是一名亞美尼亞摔跤運動員，曾代表國家參加2012年倫敦奧運的55公斤級摔跤比賽，並未獲得獎牌。